# Jeff Petry
Jeff Petry (Ann Arbor, Míchigan, 9 de diciembre de 1987), apodado Petey, Dish, Peaches o Petes, es un jugador profesional estadounidense de hockey sobre hielo que se desempeña en la posición de defensor derecho en Detroit Red Wings, equipo de la National Hockey League (NHL).

## Carrera
Fue seleccionado en la segunda ronda en la NHL Entry Draft de 2006. En 2010 hizo su debut profesional con el equipo Edmonton Oilers, en el cual jugó cinco temporadas (2010-2014), después pasó a Montreal Canadiens (2014-2022), luego a Pittsburgh Penguins (2022-2023), posteriormente a Detroit Red Wings, donde lleva jugando una temporada.